# Mimosa aguapeia
Mimosa aguapeia é uma espécie de planta da família Fabaceae e do gênero Mimosa.  

## Taxonomia
O táxon foi descrito oficialmente em 1991 por Rupert Charles Barneby. 

## Distribuição
Até o ano de 2024, foi identificada apenas no estado brasileiro do Mato Grosso, tendo sido coletada originalmente na Serra do Aguapeí, com holótipo depositado no herbário do Museu Paraense Emílio Goeldi. 